# 劉平 (1962年)
刘平（1962年9月—），江苏苏州人，中国人民大学古代史专业博士。现为复旦大学历史学系教授、博士生导师。
主要从事近代中国社会史研究，特别是土客械斗、海盗、秘密社会组织研究。
主要从事洪门、红卍字会、海盗中国秘密社会史研究。在《近代史研究》《清史研究》《江苏社会科学》《南京大学学报》《世界宗教文化》等国内外学术期刊发表论文百余篇。
2014年入职复旦大学历史学系，任教授、博士生导师。代表作有《文化与叛乱：以晚清秘密社会为视角》。